# 东宫 (电视剧)
《東宮》（英語：Good Bye, My Princess），2019年中国大陆架空历史古装剧，改编自匪我思存同名小说，由李木戈执导，陳星旭、彭小苒领衔主演。该剧于2017年8月11日在怀柔开机，2018年2月杀青。2019年2月14日於优酷首播，台灣由 Yahoo TV、LINE TV兩家網路電視播出僅52集刪減版本。而後 LiTV 線上影視也同步播出。马来西亚地區由dimsum於每天晚上八點同步播出。韓國、台灣（中華電信MOD 愛爾達綜合台）、LiTV 線上影視也同步播出。及越南在2019年5月播出未刪減版本全55集海外完整版。湖南卫视于2020年1月14日在白天剧场首轮上星。2020年3月18日首度在日本CS衛星劇場以原音日語字幕播出未刪減完整版。

## 劇情簡介
劇情讲述集万千宠爱于一身的西州国九公主曲小楓（彭小苒飾），因和亲踏上中原之路，与中原皇子李承鄞（陳星旭飾）間的爱恨纠葛。東宫是一座染滿鲜血的宫廷，权位的争夺、无端的是非、暗藏的杀机，将她一步一步卷入其中。

## 播出时间
| 频道       | 所在地   | 播映日期      | 播出时间                                         |
| ---------- | -------- | ------------- | ------------------------------------------------ |
| 优酷视频   | 中国     | 2019年2月14日 | 会员每周一、四更新4集，非会员每周一至周日更新1集 |
| Yahoo TV   | 臺灣     | 2019年2月14日 |                                                  |
| LINE TV    | 臺灣     | 2019年2月14日 | 每天20:01更新一集                                |
| dimsum     | 马来西亚 | 2019年2月14日 | 每日晚上8时更新一集                              |
| dimsum     |          | 2019年2月14日 | 每日晚上8时更新一集                              |
| dimsum     | 新加坡   | 2019年2月14日 | 每日晚上8时更新一集                              |
| 湖南卫视   | 中国     | 2020年1月14日 | 白天档偶像独播剧场、青春欢乐聚                   |
| CS衛星劇場 | 日本     | 2020年3月18日 | 每周三9時連播兩集，隔周一二0時30分個別重播1集    |
| 緯來綜合台 | 臺灣     | 2020年5月26日 | 星期一至五 20:00-21:00                           |
| 香港開電視 | 香港     | 2021年1月27日 | 星期一至五 21:30-22:30                           |

## 演员

### 主要角色
| 演員                | 角色          | 介紹 | 國語配音 | 粵語配音 |
| 陈星旭 童年：劉煜宸 | 李承鄞/顧小五 | 豊朝五皇子，翊王，後成為東宮太子。是小楓的摯愛，同時也是仇人。文韜武略，才貌双全，心思縝密，膽識過人，由柴牧親授顧家的五星連環箭絕技，箭術精湛。原本性情温和，与世无争，後发现生母一家被誅九族及屈死真相，為平反及復仇，踏上奪儲之路。由於知道東宮危險，走錯一步便會掉入萬丈深淵，所以他堅毅隱忍、步步为营，不讓任何人發現自己的弱點；小楓是他的軟肋，不能讓任何人知道，唯有刻意冷落疏遠她，才能保護彼此。起初帶有目的性接近小楓，但後來愛上了小楓，卻也傷害了她；之後隨小楓跳下忘川，失去記憶後又再度與小楓相愛，之後小楓恢復記憶、他卻沒有恢復，因此痛苦於小楓對他的恨意。在小枫跳下城楼的时候，恢复记忆。在豊朝與西州的戰役中，親眼目睹小楓自刎而悲傷欲絕。老年时，将豊朝皇帝的位子禪讓給三皇兄之子。 | 彭尧     | 鄧肇基   |
| 彭小苒              | 曲小楓        | 西州嫡九公主，外祖父是丹蚩王；後嫁給李承鄞成為豊朝太子妃。心地善良、天真无邪、古灵精怪，因和亲来到中原，被迫卷入阴谋紛爭。與顧劍是青梅竹馬，稱顧劍為師傅，從小就依賴並一直暗戀著顧劍，屢次遭顧劍以親人間的喜歡來婉拒，並介紹化名顧小五的李承鄞與她相識，後與李承鄞愛恨糾葛難分，為了忘掉李承鄞帶給自己的傷害，不惜跳下忘川，並許願生生世世都要忘記他，之後小楓便將顧劍及李承鄞都忘記了，但即使忘了李承鄞，再相遇後卻又重新愛上他；其後恢復記憶，恨自己愛上仇人無法自拔，而不斷想逃離。在豊朝與西州的戰役中，為守護西州百姓的幸福安康避免因戰爭失去更多族人，於是在得到李承鄞允諾答應的第三件事後，微笑釋懷決定原諒他，之後舉起阿渡的金錯刀自刎，香消玉殞矣。 | 陆庚宜   | 鄭家蕙   |
| 魏千翔              | 顾剑          | 李承鄞的表兄、顾氏一族的遗孤。 劍術極高，無人能及，肩負着家族使命的復仇者。 喜歡曲小楓，卻為了復仇不得不攻下丹蚩。在高于明陷害顧家全族被滅時，顧劍受柴牧幫助而得以逃脫，並認他為義父，自小被灌輸報仇的意志。且为了復仇任务潜入西州，成为小枫的师傅，卻無意中喜歡上小楓，雖然相愛，但顧劍卻多次婉拒小楓的愛意，只因不想純潔善良的小楓被他的仇恨所污染。在小楓跳下忘川失去記憶遠嫁豊朝後一路暗自跟隨保護她，雖然小楓忘了他，但他在米羅酒店與小楓重新相識，而後因不忍她一再地深陷與李承鄞愛恨糾葛的痛苦深淵中掙扎也怕她與李承鄞長期相處下會恢復記憶深陷痛苦，故而多次想帶小楓回西州，但每次都失敗告終，直到其後被小楓誤以為是顧小五，才終於讓小楓放下一切跟著他離開豊朝。然而不久後小楓遭逢意外頭部受創而被李承鄞帶回東宮。為見小楓而踏入李承鄞所設下的甕中圈套，執拗地想帶曲小楓離開東宮而慘遭太子李承鄞下令射殺，過程中為護阿渡挺身挨中數十支羽箭，臨終前得到小楓的原諒，含笑而逝。 | 陳張太康 | 袁德基   |

### 豊朝
| 演員        | 角色     | 介紹 | 國語配音       | 粵語配音 |
| 斯琴高娃    | 太皇太后 | 豊朝太皇太后，李承鄞的皇曾祖母，是他在波濤洶湧的宮廷惡鬥中唯一可以放心依靠的港灣。 對小楓極好 | 原音           | 黃鳳英   |
| 罗嘉良      | 李賾     | 豊朝皇帝，李承鄞的父亲。深谋远虑，蓄意隐忍，表面中庸不作为，实际却掌握着一切。不被感情牵绊，却又动了心。 | 杨默           | 何偉誠   |
| 杨恭如      | 明远公主 | 豊朝公主，李承鄞姑姑，和親下的犧牲品，遠嫁至西州，成曲文成之妻。 | 邱秋           | 鄧潔麗   |
| 张定涵      | 张玫娘   | 豊朝皇后，李承鄞的养母，也是他的杀母仇人。争强好胜，别有用心。为谋私利，不择手段。没有子嗣，顾淑妃一案的头号嫌疑犯。後由於東窗事發被廢后和幽禁於寢宮，遭李承鄞撇清關係後自盡身亡。 | 张艾           | 黃紫嫻   |
| 王泇淇      | 顧玉瑤   | 顧淑妃，李承鄞生母。生下李承鄞之前得知高于明陷害顧家，而導致全族被滅，導致身體不佳。 其後被皇后利用，下毒害死。與明遠公主感情要好。 |                |          |
| 張彤        | 魏修儀   | 三皇子之母。 |                |          |
| 張傲月      | 李承稷   | 豊朝皇長子。原為太子，因舉子案被廢，被命前往西州求親與建功，途中遭殺害。 |                | 郭俊廷   |
| 王傳一      | 李承鄴   | 豊朝二皇子，宣德王。口蜜腹劍，陰險狡詐，有野心，為達目的不擇手段。與愛將李釅情同手足，是個皇位爭鬥的失敗者。 | 宝木中阳       | 張振熙   |
| 楊彤        | 李承玟   | 豊朝三皇子，榮王。 |                |          |
| 金玄雨      | 李承沅   | 豊朝四皇子，允王。 |                |          |
| 陳星旭      | 李承鄞   | 參見主要角色。 | 參見主要角色。 |          |
| 彭小苒      | 曲小楓   | 參見主要角色。 | 參見主要角色。 |          |
| 夏娃 (夏茜) | 趙瑟瑟   | 趙敬禹之女，後為太子側妃，受封良娣。其父兄皆為朝廷重臣，所屬趙家勢力，與皇后、右相所屬高家勢力在朝廷相互制衡，故屢次受皇后打壓。對李承鄞一往情深，明知他的心在小楓身上，卻選擇自欺欺人，最終輸給自己孤注一擲的愛情和認清李承鄞利用她的真相後瘋了。 | 唐小喜         | 石梓晴   |
| 程小蒙      | 永宁公主 | 豊朝七公主。是小楓失去記憶後的摯友。 | 白雪岑         |          |
| 陳瑾如      | 珞熙公主 | 豊朝八公主，喜歡裴照後嫁裴照。是小楓失去記憶後的摯友。 | 趙夢嬌         |          |
| 姚安濂      | 忠王     | 豊朝王爷，李酽父亲。 | 原音           |          |
| 樊霖锋      | 李酽     | 忠王之子，二皇子爱将。兵部侍郎，自願調任戶部主事。 在丹蚩一戰為保護二皇子而身受重傷，後被救回。 在李承鄴逼宮時替他擋箭，又因李承鄴想要自刎，阻止他而犧牲自己 | 张磊           |          |
| 王志飞      | 高于明   | 豊朝右相，皇后的舅舅。心思深沉，老谋深算，隐藏锋芒的老狐狸。十分爱护自家子女，一心为之谋划运筹帷幄，聪明反被聪明误。 為了裝病給皇上看，不得不扶著拐杖、歪著頭說話。 | 原音           | 鄧肇基   |
| 吕行        | 高显     | 鎮遠大將軍，西境安护府都護，高于明之长子。疑心重，城府难测，擅长扮猪吃老虎。与李承鄞亦敌亦友，朝堂上小心翼翼，战场上杀伐果断。最後死在阿渡的金錯刀下。 | 原音           | 袁德基   |
| 濱          | 高坤     | 高于明次子，户部尚书。 | 王冠南         |          |
| 馮筱童      | 高震     | 高于明三子，刑部侍郎。性情暴躁的粗人，癡戀著鳴玉坊的頭牌明月，常和趙士玄為了她一個打起來，後因刑案發配流放，於半路上被趙士玄所殺。 |                |          |
| 高艺涵      | 高如意   | 高贵妃，高于明之女。 | 李诗萌         |          |
| 王歡        | 顧如晦   | 前朝驃騎大將軍，後為豊朝右相，顧劍之父，李承鄞舅舅。遭高於明誣陷通敵叛國，意圖謀反。因高於明假傳聖旨，帶兵殺害顧氏一族而亡。 |                |          |
| 魏千翔      | 顾剑     | 參見主要角色。 | 參見主要角色。 |          |
| 邵峰        | 柴牧     | 柴先生，真實身分為從小在顧家成長的陳征（前朝十六衛大將軍），當年顧陳兩家被滅，救了顧劍遠走西州，成為顧劍的義父，並培養顧劍讓他為顧陳兩家平反，後在明遠公主處與李承鄞相見，籌謀報復之事。有一女明月。 |                | 張振熙   |
| 魏晓涵      | 明月     | 鳴玉坊頭牌，清倌兒，性格隐忍、清高堅韌，真實身分為陳征（柴牧）之女 在鳴玉坊時和曲小楓交好。四歲那年，因一場谋逆冤案被滿門抄斬，在母親保護下死裡逃生的她從名門閨秀變成無依無靠的孤兒，落入鳴玉坊。喜歡顧劍，希望顧劍願意放下復仇與她遠走，但深知顧劍不會離開小楓，因此將這份喜歡放在心中。一次意外，被羽林軍蒙眼從鳴玉坊帶到一處府中由隱藏身份的皇上審問，審問結束後皇上得知明月精通琵琶便請她彈奏一曲，明月美妙的琴聲無意中勾起皇上回憶中的顧淑妃並另之著迷，後來明月得知此人是皇上後便為了替家人報仇及為顧陳兩家平反與李承鄞合作，利用皇上再度到訪鳴玉坊時勾起皇上心中無法忘懷的記憶，令皇上對明月深深著迷，之後李承鄞等人計謀冒充刺客於皇上面前假意刺殺明月，結果遭遇波折明月為救皇上傷重，卻成功令皇上心繫明月並將明月接進宮中療養。 最後因皇上發現其父的身分，不肯放過柴牧，明月不知從何人傳來的信中告訴她父親死亡的消息，後便帶著與皇上的孩子輕生，但事實上究竟是輕生還是落入計畫被人設計殺死？ | 邱秋           |          |
| 管樂        | 米羅     | 米羅酒肆老闆，原為西州王在西境安護府的細作，後逃往上京開設米羅酒肆。 與曲小楓、顧劍、阿渡交好。暗戀著裴照。 | 原音           |          |
| 王冠        | 裴照     | 將軍，西境安護府都騎校尉，後封太子左右衛率，總領太子府護衛（羽林軍）。當年親眼目睹李承鄞、小楓跳下忘川，將二人救起，且知道箇中因由之人，但選擇守住秘密。對李承鄞絕對忠誠，因心疼小楓而默默在旁守護照料。後娶李承鄞之妹珞熙公主，成為駙馬。 後期和顧劍很交好 | 劉若班         |          |
| 高遠        | 時恩     | 李承鄞近侍。 |                |          |
| 蔣昌義      | 曹芨     | 曹公公，承儀殿太監。 |                |          |
| 周顯欣      | 方尚儀   | 豊朝女官，教導小楓豊朝禮儀、宮規。 | 周一菡         |          |
| 顧佳        | 永娘     | 攬月閣/承恩殿掌事宮女，為太皇太后指派照顧小楓。 受太皇太后之命，對丹蚩滅國之事守口如瓶。 |                |          |
| 王彤羽      | 容霜     | 容娘，清寧宮掌事宮女。武功高強，為皇后最得力的助手。在皇后驚覺太子李承鄞已然得知其母被殺真相後，以刺客身分潛入東宮刺殺皇太子。在脫逃途中與追兇而來的阿渡對決，並將阿渡打成重傷瀕危。 | 周一菡         |          |
| 娜吉玛      | 阿渡     | 曲小枫的哑巴婢女(為了小楓裝啞)，丹蚩第一勇士赫失的妹妹。武功不弱、爱恨分明，小枫身边最忠心的守护者。背负着沉重的灭族之痛，却陪伴着小枫笑闹玩耍。对于忠诚善良的她而言，哪怕是死，也要和小主人在一起。 當太子李承鄞於東宮遇刺時奉曲小楓之命追捕刺客，卻在目睹刺客真面目的剎那，一時驚愕恍神慘遭重擊瀕死，命懸傾刻之際受到顧劍過渡內力打通筋脈，傷情遂逐漸好轉。 為阻止豊朝與西州的戰役中失去更多人，潛入造反的高顯營帳內成功刺殺高顯，但卻也遭高顯斷氣前奮力一劍所殺死，同歸於盡。 | 张艾           | 黃紫嫻   |
| 郭芮溪      | 錦兒     | 趙瑟瑟貼身婢女。 |                |          |
| 趙仁杰      | 胡嘯     | 柴牧手下。 |                |          |
| 亦涵        | 緒娘     | 清寧宮婢女。因被皇后發現懷上張參的孩子，而被迫成為宮廷鬥爭的工具。 最後因李承鄞不得不給她交代，封她為太子的寶林。 與曲小楓義結金蘭，受李承鄞所託，假死而放出宮外。 |                |          |
| 王嘉禾      | 櫻喬     | 櫻娘，壽仁宮掌事宮女。 |                |          |
| 郭濤        | 趙敬禹   | 輔國大將軍，後封鎮北侯，治理丹蚩。趙士玄、趙瑟瑟之父。為李承鄞太子少保。 |                |          |
| 朱贊錦      | 趙士玄   | 侍郎，趙敬禹之子，趙瑟瑟之兄。喜歡逛窯子，也愛慕著頭牌明月，和高震常為了她大打出手。 |                |          |
| 王瀚        | 曾獻     | 神武軍總領。 |                |          |
| 範世德      | 安國公   | 豊朝使臣，受命前往西州求親。遭高顯殺害。 | 劉琮           |          |
| 尚思琪      | 嬋兒     | 翊王府婢女，為二皇子眼線。 | 張喆           |          |
| 蔡軍        | 屈綸     | 太子太師。 |                |          |
| 賀鏹        | 宗奐     | 刑部尚書。 |                |          |
| 沈保平      | 汪束     | 大理寺卿。 |                |          |
| 成國棟      | 奚清卓   | 太常寺卿。 |                |          |
| 韓龍瑄      | 李士卿   | 太子少師。 |                |          |
| 韓景火      | 張参     | 羽林軍侍衛，皇后的遠房堂弟。好吃懶做，懶散無比。 跟皇后宮中的婢女緒娘私會，害得其有身孕。 後被高震謀殺。 |                |          |
| 沈雪煒      | 房士卿   | 太子少傅。 |                | 黄志成   |
| 李娜        | 瑩兒     | 承恩殿婢女，為皇后眼線，時常盯著曲小楓，但過沒多久被裴照發現。 |                |          |
| 崔立明      | 太傅     | 前太子太傅，浙中舉子案的唯一證人。 |                |          |
| 明曉曦      | 魯平章   | 離宮內侍總管事。 |                |          |
| 韋依依      | 小唯     | 唯品閣掌櫃。 |                |          |
| 朱新凡      | 王太醫   | 豊朝太醫。 |                |          |
| 李文龍      | 魏琛     | 清寧宮太監。 |                |          |
| 許敏        | 王媽媽   | 鳴玉坊媽媽。 | 馬程           |          |
| 王躍堯      | 冷昆     | 二皇子手下，假扮丹蚩人巴吐爾被押回上京。 |                |          |

### 西州
| 演員   | 角色     | 介紹                                                                 | 國語配音       | 粵語配音 |
| 蒋恺   | 曲文成   | 西州王，小楓之父，為換得西州的政治和平，聽取明遠王妃建議送嫡女和親。 | 原音           | 黃志成   |
| 田玲   | 阿史那雲 | 西州大妃，丹蚩王之女，小楓之母。因不堪高顯手下逼迫而自殺。           |                | 黃鳳英   |
| 杨恭如 | 明远公主 | 參見豊朝。                                                           | 參見豊朝。     |          |
| 胡春勇 | 曲天澤   | 曲文成之子，小楓哥哥。曲文成去世後繼位為王。 後又與豊朝發生戰役。    |                |          |
| 彭小苒 | 曲小楓   | 參見主要角色。                                                       | 參見主要角色。 |          |
| 管樂   | 米羅     | 參見豊朝。                                                           | 參見豊朝。     |          |
| 方帥   | 拉赫蒙   | 西州使臣。                                                           |                |          |
| 李明憓 | 迪莫     | 西州侍女。                                                           |                |          |

### 丹蚩
| 演員   | 角色     | 介紹                                                                           | 國語配音       | 粵語配音 |
| 郑晓宁 | 铁达尔王 | 丹蚩王，曲小枫的外公。英勇善战，舍生取义。为了拯救丹蚩一族牺牲自己。           |                | 何偉誠   |
| 田玲   | 阿史那雲 | 參見西州。                                                                     | 參見西州。     |          |
| 胡春勇 | 曲天澤   | 參見西州。                                                                     | 參見西州。     |          |
| 彭小苒 | 曲小楓   | 參見主要角色。                                                                 | 參見主要角色。 |          |
| 張歌   | 伊莫延   | 將軍，丹蚩王之孫，小楓表哥。 被李承鄴親手射殺。                                | 范哲琛         | 黄志成   |
| 張恒瑞 | 赫失     | 丹蚩第一勇士，阿渡哥哥。 被李承鄴率軍圍殺而死。                                | 劉琮           |          |
| 娜吉玛 | 阿渡     | 參見豊朝。                                                                     | 參見豊朝。     |          |
| 田鑫雨 | 巴吐爾   | 丹蚩戰士，屠城掠奪海州城，遭李承鄴誣陷殺害豊朝大皇子。押回上京途中被李釅殺死。 |                |          |

### 朔博
| 演員   | 角色   | 介紹                                                                                               | 國語配音 | 粵語配音 |
| 郝文學 | 朔博王 | 朔博國王，與西州聯姻之妃子去世後層再求娶西州九公主未遂，後遭利墩王殺害。                           |          | 郭俊廷   |
| 赵龙豪 | 利墩王 | 朔博王爺，朔博國王外甥，暗藏野心。曾去西州提親未果，後和李承鄞聯手攻打丹蚩。滅丹蚩後弒朔博王篡位。 | 范哲琛   | 張振熙   |
| 陳濤   | 元恪   | 朔博將軍。                                                                                         |          |          |

### 其他角色
| 演員   | 角色     | 介紹                         | 國語配音 | 粵語配音 |
| 範近輪 | 袁通     | 高顯手下。                   |          |          |
| 李建新 | 葉成     |                              |          |          |
| 路少平 | 杜隱     |                              |          |          |
| 霍藝峰 | 房蓼庚   |                              |          |          |
| 李炥祿 | 沈耽     |                              |          |          |
| 韓穎   | 張母     | 張参母親。                   |          |          |
| 莊慶寧 | 沛國夫人 | 張玫娘之母，帶張母入宮伸冤。 |          |          |
| 董憲   | 德妃     |                              |          |          |
| 趙振剛 | 巫醫     |                              |          |          |
| 郭軍可 | 孫二     |                              |          |          |

## 電視原聲帶

### 中国大陆
| 曲序 | 曲目           |            | 作曲 | 编曲   | 演唱         |
| ---- | -------------- | ---------- | ---- | ------ | ------------ |
| 1.   | 初見（片尾曲） | 李玉飛     | 馮達 |        | 余昭源、葉里 |
| 2.   | 小狐狸（插曲） | 匪我思存   | 馮達 | 于海航 | 葉里         |
| 3.   | 愛殤（主题曲） | MK、王逸杰 | 小幻 | 小幻   | 小時姑娘     |

### 香港
| 曲序 | 曲目             |      | 作曲   | 编曲              | 製作人            | 演唱   |
| ---- | ---------------- | ---- | ------ | ----------------- | ----------------- | ------ |
| 1.   | 錯過你（主題曲） | 蘆儀 | 郭俊德 | Patrick Y. 葉崇恩 | Patrick Y. 葉崇恩 | 黃進林 |

## 電視節目的變遷
| 臺灣 緯來綜合台 星期一至五 20:00 - 21:00 · 19:00 - 20:00（重播） | 臺灣 緯來綜合台 星期一至五 20:00 - 21:00 · 19:00 - 20:00（重播） | 臺灣 緯來綜合台 星期一至五 20:00 - 21:00 · 19:00 - 20:00（重播） |
| ---------------------------------------------------------------- | ---------------------------------------------------------------- | ---------------------------------------------------------------- |
|                                                                  | 東宮 （2020年5月26日－2020年8月12日）                            |                                                                  |
| 天乩之白蛇傳說 （2020年4月14日－2020年5月25日）                  | 那片星空那片海2 （2020年8月13日－2020年9月7日）                  |                                                                  |

| 香港 香港開電視 星期一至五 21:30 - 22:30 · 2月11日暫停播映       | 香港 香港開電視 星期一至五 21:30 - 22:30 · 2月11日暫停播映 | 香港 香港開電視 星期一至五 21:30 - 22:30 · 2月11日暫停播映 |
| ---------------------------------------------------------------- | ---------------------------------------------------------- | ---------------------------------------------------------- |
|                                                                  | 東宮 （2021年1月27日－2021年4月14日）                      |                                                            |
| 女人的戰爭 （2020年12月23日 - 2021年1月26日）                    | 長安諾 （2021年4月15日－2021年7月2日）                     |                                                            |
| 香港 HOY TV 星期二至六 05:00 - 06:00 · 11月1日及11月2日 暫停播映 |                                                            |                                                            |
| 雲襄傳 （2023年7月18日－2023年9月2日）                           | 東宮 （2023年9月5日－2023年11月22日）                      | —                                                          |